# Василенко, Зоя Васильевна
Зоя Васильевна Василенко (бел. Зоя Васільеўна Васіленка; род. 30 июня 1946) — советский и белорусский учёный в области пищевой технологии, доктор технических наук (1988), профессор (1990), член-корреспондент Академии наук Белоруссии (2003). Заслуженный деятель науки Республики Беларусь (2001).

## Биография
Родилась 30 июня 1946 года в деревне Слободка, Беловского района Курской области.
С 1963 по 1968 год обучалась в  Московском институте народного хозяйства имени Г. В. Плеханова по окончании которого получила специальность инженера-технолога. С 1968 по 1971 год обучалась в аспирантуре этого института по кафедре технологии производства продуктов общественного питания.
С 1971 по 1974 год на педагогической работе в Дальневосточном институте советской торговли в качестве ассистента и старшего преподавателя кафедры технологии и оборудования предприятий общественного питания. 
C 1974 год на педагогической работе в Могилёвском технологическом институте (с 2002 года — Могилёвский государственный университет продовольствия) в качестве заведующего кафедрой технологии и организации общественного питания, с 1993 год — заведующий кафедрой технологии продукции общественного питания и мясопродуктов. Одновременно с 1994 по 1996 год являлась — деканом химико-технологического факультета. 

### Научно-педагогическая деятельность и вклад в науку
Основная научно-педагогическая деятельность З. В. Василенко была связана с вопросами в области пищевой технологии, занималась исследованиям в области  проблем использования веществ содержащихся в исходном сырье, в области  проблем технологий переработки растительного сырья для получения продукции с заданными свойствами. Под её руководством начало развиваться новое научное направление
по производству и использования плодо-овощных добавок из растительного сырья в производство пищевых продуктов повышенного качества. З. В. Василенко являлась — 
членом Высшей аттестационной комиссии Республики Беларусь (1995—1997), председателем Научно-методического совета Республики Беларусь по пищевым технологиям и членом Учебно-методического объединения высших учебных заведений Беларуси по химико-технологическому образованию, председателем Научного совета  МГУП по защите кандидатских и докторских и диссертаций.
В 1971 году защитила кандидатскую диссертацию по теме: «О влиянии некоторых факторов на студнеобразующие свойства агароида и фурцелларана», в 1988 году защитила докторскую диссертацию на соискание учёной степени доктор технических наук по теме: «Протопектиновый комплекс и технологические свойства овощей». В 1977 году ВАК СССР ей было присвоено учёное звание доцента, в 1988 году ей было присвоено учёное звание — профессор. В 2006 году ей было присвоено почётное звание почётный профессор  МГУП. В 1999 году избрана член-корреспондентом, а в 2001 году — действительным членом  Белорусской инженерной академии. В 1996 году она была избрана член-корреспондентом Академии аграрных наук Республики Беларусь, а в 2003 году — член-корреспондентом Академии наук Белоруссии по Отделению механизации, энергетики и экономики. З. В. Василенко было написано более восемьсот научных работ в том числе две монографии, и сорок девять свидетельств на изобретения,
её научные работы публиковались в ведущих международных журналах. Под её руководством были защищены двадцать кандидатских и две докторские диссертации.

## Основные труды
- О влиянии некоторых факторов на студнеобразующие свойства агароида и фурцелларана. - Москва, 1971. - 193 с.
- Использование овощей в качестве эмульгаторов и стабилизаторов в кулинарной практике : Учеб. пособие / З. В. Василенко, В. С. Баранов. - М. : МИНХ, 1980. - 24 с.
- Плодоовощные пюре в производстве продуктов / З. В. Василенко, В. С. Баранов. - М. : Агропромиздат, 1987. - 123 с.
- Протопектиновый комплекс и технологические свойства овощей / Василенко Зоя Васильевна; Московский институт народного хозяйства им. Г. В. Плеханова. - Москва, 1988. - 48 с.
- Технологические свойства овощей / З. В. Василенко; Белорус. технол. ин-т им. С. М. Кирова, Могилев. технол. ин-т. - Минск : БТИ, 1990. - 45 с. ISBN 5-7830-0059-0
- Технология продуктов с использованием вторичного растительного сырья / З. В. Василенко, Н. В. Абрамович, П. А. Ромашихин; Белорус. технол. ин-т им. С. М. Кирова, Могилев. технол. ин-т. - Минск : БТИ, 1990. - 60 с. ISBN 5-7830-0060-4[4]

## Награды
- Орден Почёта (2013)
- Медаль «За трудовые заслуги» (2007)
- Заслуженный деятель науки Республики Беларусь (2001 — «за многолетнюю научную и педагогическую деятельность, разработку и внедрение результатов научных исследований в производство»)
- Почётные грамоты СМ Белоруссии (1998), Академии наук Белоруссии (2006, 2009) и  Министерства образования Республики Беларусь (1981, 1983 и 1986)[1][2][3]